# Фільмографія Гіларі Дафф
Фільмографія американської акторки і співачки Гіларі Дафф. Її перша серйозна робота була в серіалі «Ліззі Макгвайр». Найвідоміші фільми: «Кіно про Ліззі Макгвайр», «Гуртом дешевше» і «Історія Попелюшки».

## Фільмографія

### Фільми
| Рік  | Українська назва          | Оригінальна назва           | Роль                            | Примітки                  |
| ---- | ------------------------- | --------------------------- | ------------------------------- | ------------------------- |
| 1998 | Каспер зустрічає Венді    | Casper Meets Wendy          | Венді                           |                           |
| 2001 | Природа людини            | Human Nature                | молода Ліла Ют                  |                           |
| 2003 | Агент Коді Бенкс          | Agent Cody Banks            | Наталі Коннорс                  |                           |
| 2003 | Кіно про Ліззі Макгвайр   | The Lizzie McGuire Movie    | Ліззі Макгвайр/Ізабелла Паріссі | головна роль/дуальна роль |
| 2003 | Гуртом дешевше            | Cheaper by the Dozen        | Лорейн Бейкер                   |                           |
| 2004 | Історія Попелюшки         | A Cinderella Story          | Саманта «Сем» Монтгомері        |                           |
| 2004 | Піднеси свій голос        | Raise Your Voice            | Террі Флетчер                   |                           |
| 2004 | У пошуках Санти           | In Search of Santa          | Кристал                         | озвучування               |
| 2005 | Ідеальний чоловік         | The Perfect Man             | Холлі Хамільтон                 |                           |
| 2005 | Гуртом дешевше 2          | Cheaper by the Dozen 2      | Лорейн Бейкер                   |                           |
| 2006 | Матеріальні дівчата       | Material Girls              | Тензі Маршетта                  | також продюсер            |
| 2008 | Корпорація Війна          | War, Inc.                   | Йоніка Бейбі                    |                           |
| 2009 | Зберігай спокій           | Stay Cool                   | Шаста О'Ніл                     |                           |
| 2009 | Запасне скло              | What Goes Up/Safety Glass   | Люсі                            |                           |
| 2009 | Відповідно до Грети       | Greta                       | Грета                           | також виконавчий продюсер |
| 2011 | Вартість крові            | Bloodworth                  | Рейвен Халфакр                  |                           |
| 2012 | Вона мене хоче            | She Wants Me                | Кім Пауверс                     |                           |
| 2012 | Продуктові бої!           | Foodfight!                  | Sunshine Goodness               | озвучування               |
| 2013 | Крила                     | Wings                       | Вінді                           | озвучування               |
| 2014 | Крила: Герої Сили Небес   | Wings: Sky Force Heroes     | Вінді                           | озвучування               |
| 2016 | Зграя чуваків             | Flock of Dudes              | Аманда Л. Бенсон                |                           |
| 2018 | Переслідування Шерон Тейт | The Haunting of Sharon Tate | Шерон Тейт                      | в постпродакшені          |

### Телебачення
| Рік       | Українська назва                    | Оригінальна назва                 | Роль                          | Примітки                                                                    |
| --------- | ----------------------------------- | --------------------------------- | ----------------------------- | --------------------------------------------------------------------------- |
| 1997      | Справжня жінка                      | True Women                        | не в титрах                   |                                                                             |
| 1999      | Колекціонер душ                     | The Soul Collector                | Еллі                          | телефільм                                                                   |
| 2000      | Надія Чикаго                        | Chicago Hope                      | Джессі Селдон                 | «Cold Hearts» (сезон 6, серія 17)                                           |
| 2001–04   | Ліззі Макгвайр                      | Lizzie McGuire                    | Ліззі Макгвайр                | головна роль                                                                |
| 2001–05   | Виражай себе                        | Express Yourself                  | Гіларі Дафф                   | інтерстиціальні серії                                                       |
| 2002      | Кадет Келлі                         | Cadet Kelly                       | Келлі Коллінс                 | телефільм                                                                   |
| 2003 2005 | Джордж Лопес                        | George Lopez                      | Стефані / Кензі               | «Team Leader» (сезон 2, серія 22) «George's Grand Slam» (сезон 4, серія 19) |
| 2003      | Американські мрії                   | American Dreams                   | учасниця The Shangri-Las      | «Change a Comin» (сезон 2, серія 8)                                         |
| 2004      | Фрезьєр                             | Frasier                           | Брітні                        | озвучування; «Frasier-Lite» (сезон 11, серія 12)                            |
| 2005      | Джоан з Аркадії                     | Joan of Arcadia                   | Ділан Самуельс                | «The Rise & Fall of Joan Girard» (сезон 2, серія 14)                        |
| 2005      | Любий Санта                         | Dear Santa                        | Гіларі Дафф                   | спец-телефільм                                                              |
| 2006      | Бунтарі                             | Rebelde                           | Гіларі Дафф                   | серія 2 червня 2006                                                         |
| 2007      | Шоу Енді Мілонакіса                 | The Andy Milonakis Show           | Гіларі Дафф                   | «Andy Moves To L.A.» (сезон 3, серія 1)                                     |
| 2007      | Hilary Duff: This Is Now            | Hilary Duff: This Is Now          | Гіларі Дафф                   | телевізійний документальний фільм                                           |
| 2009      | Та, що говорить з привидами         | Ghost Whisperer                   | Морган Джеффріс               | «Thrilled to Death» (сезон 4, серія 19)                                     |
| 2009      | Закон і порядок: Спеціальний корпус | Law & Order: Special Victims Unit | Ешлі Вокер                    | «Selfish» (сезон 10, серія 19)                                              |
| 2009      | Пліткарка                           | Gossip Girl                       | Олівія Бурк                   | епізодична роль (сезон 3)                                                   |
| 2010      | Краса і портфель                    | Beauty & the Briefcase            | Лейн Деніелс                  | телефільм; продюсер                                                         |
| 2010      | Спільнота                           | Community                         | Меган                         | «Aerodynamics of Gender» (сезон 2, серія 7)                                 |
| 2012      | Проект Подіум                       | Project Runway                    | Гіларі Дафф / запрошена суддя | «It's Fashion Baby» (сезон 10, серія 11)                                    |
| 2013      | Підіймаючи Хоуп                     | Raising Hope                      | Рейчел                        | «The Old Girl» (сезон 3, серія 20)                                          |
| 2013      | Два з половиною чоловіки            | Two and a Half Men                | Стейсі                        | «Cows, Prepare to Be Tipped» (сезон 10, серія 23)                           |
| 2013      | Дора-мандрівниця                    | Dora the Explorer                 | Джесіка Льодяна королева      | озвучування; «Dora's Ice Skating Spectacular» (сезон 8, серія 10)           |
| 2014      | Кухня справжньої дівчини            | Real Girl's Kitchen               | Гіларі Дафф                   | 3 серії                                                                     |
| 2015–2021 | Юна                                 | Younger                           | Келсі Пітерс                  | головна роль                                                                |
| 2016–2017 | Розмова                             | The Talk                          | Гіларі Дафф                   | спів-ведуча                                                                 |
| 2022–2023 | Як я зустріла вашого батька         | How I Met Your Father             | Софі                          | головна роль                                                                |